# Cyphocerastis pulcherrima
Cyphocerastis pulcherrima är en insektsart som beskrevs av Willy Adolf Theodor Ramme 1929. Cyphocerastis pulcherrima ingår i släktet Cyphocerastis och familjen gräshoppor. Inga underarter finns listade i Catalogue of Life.